# Irving Stone
Irving Stone (San Francisco, 14. srpnja 1903. – Los Angeles, 26. kolovoza 1989.), američki književnik.

## Životopis
Rođen je u San Franciscu kao Irving Tennenbaum. Nakon rastave roditelja i ponovne udaje njegove majke preuzima poočimovo prezime Stone. Studirao je politologiju i ekonomiju na Sveučilištu Južne Kalifornije u Los Angelesu.
Književno stvaralaštvo započeo je pisanjem detektivskih romana, a kasnije se posvetio pisanju romansiranih životopisa velikih umjetnika i poznatih ličnosti. Iscrpno je proučavao dokumentarnu građu koju je zatim koristio u, kako ga je sam nazvao, "biopovijesnom" književnm postupku u kojem se uživljavao u okruženje u kojem je živjela osoba o kojoj bi pisao.
Djela su mu prevođena na više jezika, a neka su i ekranizirana.

## Djela
Stone je najpoznatiji po svojim romansiranim životopisima:
- Žudnja za životom (Lust for Life, 1934.) o Vincentu Van Goghu[1]
- Mornar na konju (Sailor on Horseback, 1938.) o Jacku Londonu[2]
- Besmrtna žena (Immortal Wife, 1944.) o Jessie Benton Frémont[3]
- Suparnik u kući (Adversary in the House, 1947.) o Eugeneu Victoru Debsu i njegovoj supruzi Kate
- Strastveno putovanje (The Passionate Journey, 1949.) o slikaru Johnu Nobleu
- Prva dama Amerike (The President's Lady, 1950.) o Andrewu Jacksonu i Rachel Donelson Jackson[4]
- Ljubav je vječna (Love Is Eternal, 1954.), o Abrahamu Lincolnu i njegovoj supruzi Mary Todd[5]
- Agonija i ekstaza (The Agony and the Ecstasy, 1961.), o Michelangelu[6]
- Oni koji ljube (Those Who Love, 1965.) o Johnu i Abigail Adams[7]
- Stradanja duše (The Passions of the Mind, 1971.) o Sigmundu Freudu[8]
- Grčko blago (The Greek Treasure, 1975.), o Heinrichu i Sofiji Schliemann[9]
- Čudesni putevi postanka (The Origin, 1980.) o Charlesu Darwinu[10]
- Dubine slave (Depths of Glory, 1985.) o Camilleu Pissarrou[11]

Objavio je i nekoliko dokumentarno-publicističkih naslova poput I oni su bili kandidati (They Also Ran, 1944.) u kojem analizira gubitničke kandidate američkih predsjedničkih izbora u razdoblju od početka 19. do polovice 20. stoljeća, te Ljudi mojih planina (Men to Match My Mountains, 1956.) o ljudima koji su osvajali i naseljavali američki divlji zapad tijekom druge polovice 19. stoljeća.

## Vanjske poveznice
Mrežna mjesta
- Ostavština Irvinga Stonea  Arhivirana inačica izvorne stranice od 29. prosinca 2017. (Wayback Machine) u knjižnici Sveučilišta Columbia (engl.)